# Đảng Dân chủ - Đấu tranh Indonesia
Đảng Dân chủ Đấu tranh Indonesia (tiếng Indonesia: Partai Demokrasi Indonesia Perjuangan, PDI-P) là một đảng chính trị Indonesia, và đảng của Tổng thống Indonesia, Joko Widodo.
PDI-P được thành lập và hiện đang được lãnh đạo bởi Megawati Sukarnoputri, tổng thống Indonesia từ 2001 đến 2004, và con gái của Sukarno, tổng thống đầu tiên của Indonesia. Megawati bị chính phủ Indonesia buộc phải rời khỏi sự lãnh đạo của Đảng Dân chủ Indonesia (PDI) dưới thời Suharto vào năm 1996. Megawati thành lập PDI-P năm 1999, sau Suharto từ chức và các hạn chế đối với các đảng chính trị đã được dỡ bỏ.
Hệ tư tưởng trung tả của đảng dựa trên triết lý chính thức của quốc gia Indonesia, Pancasila. Đảng này là thành viên của Hội đồng Tự do và Dân chủ Châu Á và Liên minh tiến bộ.

## Nguồn gốc

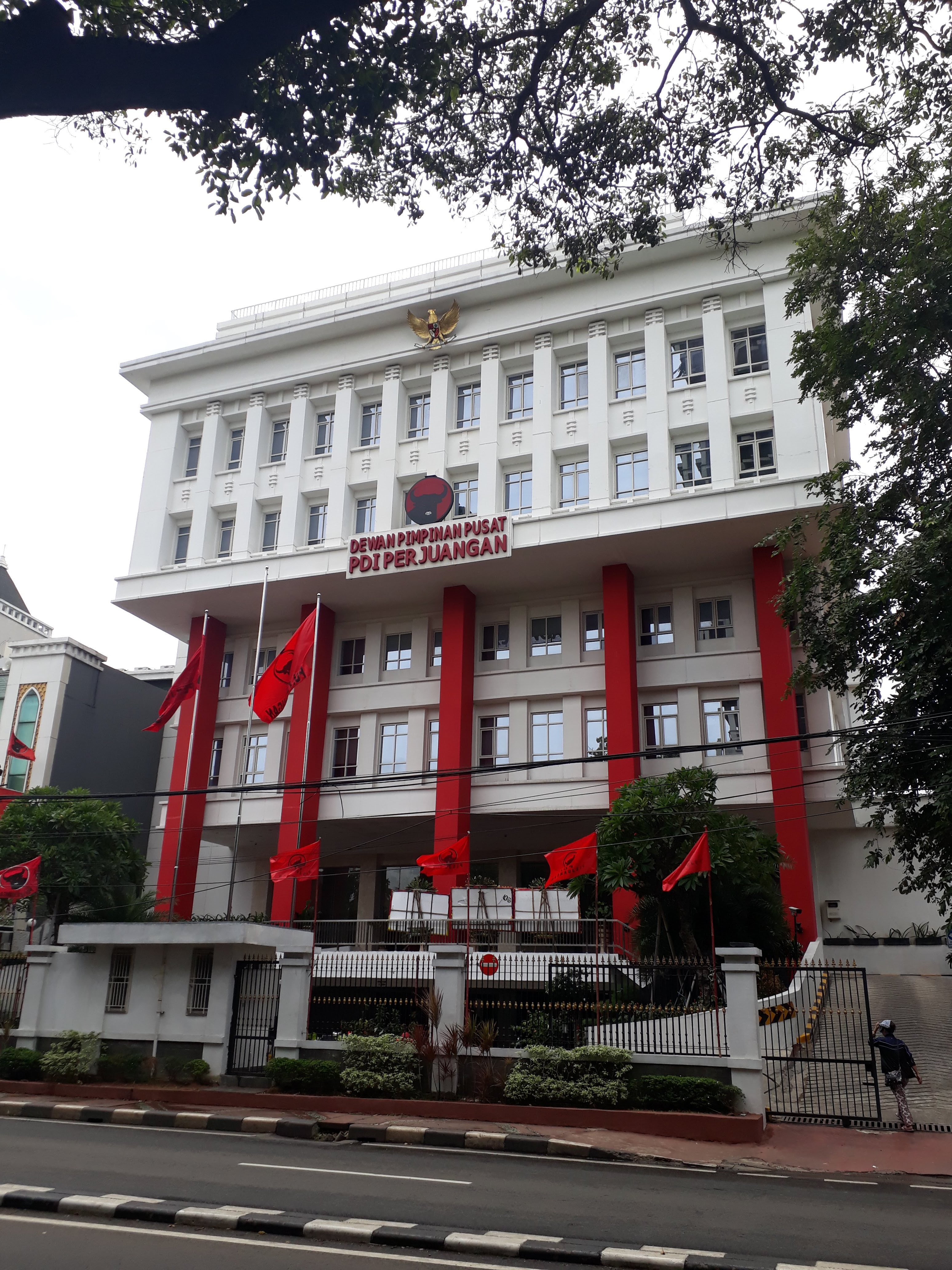
Trụ sở chính của đảng trên Jalan Diponegoro, Menteng, Jakarta